# Mike Ricci (lutador)
Mike Ricci é um lutador de MMA Canadense, ele é finalista do Peso Leve do The Ultimate Fighter: Team Carwin vs. Team Nelson.

## Carreira no MMA
Ricci é pupilo e companheiro de treino de Georges St-Pierre e Rory MacDonald.
No começo de sua carreira lutou em diversos eventos promocionais no estado de Quebec no Canadá.

### Bellator Fighting Championship
Em Janeiro de 2010 foi anunciado que Ricci participaria da segunda rodada do Torneio dos Leves do Bellator contra Pat Curran no Bellator 11, perdeu por Nocaute no primeiro round.

### The Ultimate Fighter
Ricci participou do The Ultimate Fighter: Team Carwin vs. Team Nelson, na rodada preliminar venceu Jason Smith por Nocaute Técnico no primeiro round.
Ricci foi a 3ª escolha da Equipe Carwin, nas oitavas de final Ricci enfrentou a primeira escolha da Equipe Nelson, Dom Waters e venceu por Decisão Unânime após dois rounds, avançando assim para as quartas de final.
Nas quartas de final enfrentou o compatriota Michael Hill e venceu por Decisão Unânime após dois rounds, avançando para a semifinal.
Na semifinal enfrentou Neil Magny e venceu por Nocaute no primeiro round, e se classificou para a final.

### Ultimate Fighting Championship
A final do TUF aconteceu em 15 de Dezembro de 2012 no The Ultimate Fighter 16 Finale contra o membro da Equipe Nelson Colton Smith, e foi dominado completamente em todos os rounds, e perdeu por Decisão Unânime.
Ricci enfrentou Colin Fletcher em 16 de Março de 2013 no UFC 158 e venceu por Decisão Unânime.
Ricci enfrentou Myles Jury em 21 de Setembro de 2013 no UFC 165 e perdeu por Decisão Dividida. Após a derrota, Ricci foi demitido pelo Ultimate.

### Titan FC
Após deixar o UFC, a primeira luta de Ricci após deixar a organização foi contra o veterano Jorge Gurgel em 28 de Fevereiro de 2014 no Titan FC 27. Ricci venceu por Nocaute Técnico no primeiro round.
Ricci era esperado para enfrentar o veterano do UFC George Sotiropoulos em 19 de Abril de 2014 no Titan FC 28. Mas, Ricci se lesionou e a luta foi remarcada para 22 de Agosto no Titan FC 29. Ele venceu por decisão unânime.
Ele era esperado para enfrentar o japonês veterano do UFC Yoshiyuki Yoshida em 31 de Outubro de 2014 no Titan FC 31 pelo Título do Titan FC. No entanto, Ricci não conseguiu bater o peso, e a luta então aconteceria normalmente, porém não valeria pelo título. Mas então o Yoshida recusou fazer a luta em um peso casado e a luta teve que ser cancelada.

## Cartel no MMA
| Cartel no MMA   |             |            |
| 16 lutas        | 11 vitórias | 5 derrotas |
| Por nocaute     | 6           | 2          |
| Por finalização | 1           | 0          |
| Por decisão     | 4           | 3          |

| Res.    | Cartel | Oponente            | Método                                | Evento                                             | Data       | Round | Tempo | Local                        | Notas                                                |
| ------- | ------ | ------------------- | ------------------------------------- | -------------------------------------------------- | ---------- | ----- | ----- | ---------------------------- | ---------------------------------------------------- |
| Derrota | 11-5   | Jason High          | Nocaute Técnico (socos)               | WSOF 31                                            | 17/06/2016 | 2     | 4:08  | Mashantucket, Connecticut    | Quartas de final do WSOF Lightweight Tournament      |
| Vitória | 11-4   | Joe Condon          | Nocaute (chute na cabeça)             | WSOF 25                                            | 20/11/2015 | 1     | 2:41  | Phoenix, Arizona             |                                                      |
| Vitória | 10-4   | George Sotiropoulos | Decisão (unânime)                     | Titan FC 29                                        | 22/08/2014 | 3     | 5:00  | Fayetteville, North Carolina |                                                      |
| Vitória | 9-4    | Jorge Gurgel        | Nocaute Técnico (socos e cotoveladas) | Titan FC 27                                        | 28/02/2014 | 1     | 3:57  | Kansas City, Kansas          |                                                      |
| Derrota | 8-4    | Myles Jury          | Decisão (dividida)                    | UFC 165: Jones vs. Gustafsson                      | 21/09/2013 | 3     | 5:00  | Toronto, Ontario             |                                                      |
| Vitória | 8-3    | Colin Fletcher      | Decisão (unânime)                     | UFC 158: St. Pierre vs. Diaz                       | 16/03/2013 | 3     | 5:00  | Montreal, Quebec             |                                                      |
| Derrota | 7-3    | Colton Smith        | Decisão (unânime)                     | The Ultimate Fighter 16 Finale                     | 15/12/2012 | 3     | 5:00  | Las Vegas, Nevada            | Final do TUF 16                                      |
| Vitória | 7-2    | Tony Hervey         | Decisão (unânime)                     | Ringside MMA 13 - The Saint Patrick's Day Beatdown | 17/03/2012 | 3     | 5:00  | Montreal, Quebec             | Pelo Título Peso Leve do Ringside MMA (Vago)         |
| Derrota | 6-2    | Daron Cruickshank   | Decisão (unânime)                     | Ringside MMA 12 - Daley vs. Fioravanti             | 21/10/2011 | 5     | 5:00  | Montreal, Quebec             |                                                      |
| Vitória | 6-1    | Jesse Ronson        | Nocaute Técnico (socos)               | Ringside MMA 10 - Cote vs. Starnes                 | 09/04/2011 | 1     | 3:12  | Montreal, Quebec             |                                                      |
| Derrota | 5-1    | Pat Curran          | Nocaute (soco)                        | Bellator 14                                        | 15/04/2010 | 1     | 3:01  | Montreal, Quebec             | Quartas de Final do Torneio de Leves da 2ª Temporada |
| Vitória | 5-0    | Jordan Mein         | Decisão (unânime)                     | Ringside MMA 4 - Rivalry                           | 14/11/2009 | 3     | 5:00  | Montreal, Quebec             |                                                      |
| Vitória | 4-0    | Jean-Marc Lalonde   | Nocaute Técnico (socos)               | Ringside MMA 1 - The Comeback                      | 30/05/2009 | 1     | 2:35  | Montreal, Quebec             |                                                      |
| Vitória | 3-0    | Rory McDonell       | Nocaute Técnico (chute no corpo)      | XMMA 6 - House of Pain                             | 08/11/2008 | 2     | 2:15  | Montreal, Quebec             |                                                      |
| Vitória | 2-0    | Reza Kamali         | Finalização (mata-leão)               | TKO 35 - Quenneville vs. Hioki                     | 03/10/2008 | 1     | 3:41  | Montreal, Quebec             |                                                      |
| Vitória | 1-0    | Stephane Chretien   | Nocaute Técnico (socos)               | TKO 34 - Sims vs. Bosse                            | 07/06/2008 | 3     | 4:58  | Montreal, Quebec             |                                                      |